# Сади-4 (зупинний пункт)
Сади-4 — пасажирський залізничний зупинний пункт Полтавської дирекції Південної залізниці.
Розташований біля присадибних ділянок, Світловодський район, Кіровоградської області на лінії Бурти — Рублівка між станціями Світловодськ (11 км) та Рублівка (18 км).
Станом на березень 2020 року щодня три пари дизель-потягів прямують за напрямком Бурти/Світловодськ — 27 км.